# 레자 팔라비
레자 시루스 팔라비(페르시아어: رضا پهلوی, Reza Pahlavi; Crown Prince of Iran, 1960년 10월 31일 ~ )는 모하마드 레자 팔라비 전 이란 황제의 황태자이며, 팔라비 왕가의 당주이다. 17세 때인 1977년 황태자였던 그는 공군 훈련을 위해 이란을 떠났다. 2년 후인 1979년 발발한 이란 이슬람 혁명으로 인해 이란으로 돌아올 수 없게 되었다.
레자 팔라비는 이란 망명인들 사이에서, 그리고 그의 조국 사람들 중 일부에게서 막대한 인기를 누리고 있다. 이란 태생의 법학자이자 국제법 전문가인 아프신 엘리안(Afshin Ellian)에 따르면, "이란에서는 거의 모든 사람들이, 심지어 저멀리 오지의 마을 사람들도 알고 있는, 두 사람의 이름이 있다. 첫 번째는 알리 하메네이이고, 두 번째는 레자 팔레비이다."라고 증언했다.
2020년 1월 16일 레자 팔라비가 한 언론매체와의 인터뷰에서 이란 정권이 수개월 내 붕괴 할 것이라고 내다봤다.

## 가족관계
1986년 6월 12일, 야스민 에테마드아미니(Yasmine Etemad-Amini, 1968년 7월 26일~)와 결혼하여 세 딸을 두었다.
- 누르 팔라비 (1992년 4월 3일 ~)
- 이만 팔라비 (1993년 9월 12일 ~)
- 파라 팔라비 (2004년 1월 17일 ~)